# Corredor del Lacara
Corredor del Lacara este o arie protejată (arie specială de conservare — SAC, sit de importanță comunitară — SCI) din Spania întinsă pe o suprafață de 648,7 ha, integral pe uscat.

## Localizare
Centrul sitului Corredor del Lacara este situat la coordonatele 39°04′03″N 6°23′57″W / 39.0675°N 6.399167°V.

## Înființare
Situl Corredor del Lacara a fost declarat sit de importanță comunitară în aprilie 1999 pentru a proteja 23 de specii de animale. Situl a fost protejat și ca arie specială de conservare în mai 2015.

## Biodiversitate
Situată în ecoregiunea mediteraneană, aria protejată conține 5 habitate naturale: Galerii și tufărișuri riverane sudice (Nerio-Tamaricetea și Securinegion tinctoriae), Păduri de Quercus suber, Galerii de Salix alba și de Populus alba, Dehesas cu Quercus spp. perene, Păduri termofile cu Fraxinus angustifolia.
La baza desemnării sitului se află mai multe specii protejate:
- păsări (20): pescăruș albastru (Alcedo atthis), rață mare (Anas platyrhynchos), pasărea ogorului (Burhinus oedicnemus), barză albă (Ciconia ciconia), porumbel gulerat (Columba palumbus), cuc (Cuculus canorus), măcăleandru (Erithacus rubecula), cocor (Grus grus), capîntortură (Jynx torquilla), sfrâncioc cu cap roșu (Lanius senator), ciocârlie de pădure (Lullula arborea), privighetoare (Luscinia megarhynchos), prigoare (Merops apiaster), gaia neagră (Milvus migrans), gaia roșie (Milvus milvus), grangur (Oriolus oriolus), pitulice de munte (Phylloscopus collybita), silvie cu cap negru (Sylvia atricapilla), sturz-cântător (Turdus philomelos), pupăză (Upupa epops)
- mamifere (1): vidră de râu (Lutra lutra)
- reptile (2): țestoasa de baltă (Emys orbicularis), Mauremys leprosa

Pe lângă speciile protejate, pe teritoriul sitului au mai fost identificate 2 specii de plante, 2 specii de păsări, 6 specii de amfibieni, 1 specie de mamifere, 1 specie de reptile.